# Хорго-Тэрхийн-Цагаан-Нуур
Хорго-Тэрхийн-Цагаан-Нуур (монг. Хорго-Тэрхийн цагаан нуур) — национальный парк в аймаке Архангай в Монголии. Образован в 1965 году. Площадь парка 77 267 га. Парк расположен на севере нагорья Хангай в 175 км западнее города Цэцэрлэг. На территории парка расположено озеро Тэрхийн-Цагаан-Нуур (высотта 2060 м над уровнем моря) и вулкан Хорго-Уул. К северу от озера в состав территории парка входит южный склон хребта Тарвагатай (монг. Тарвагатайн нуруу «сурочий»), самая высокая вершина в пределах парка Хандагайт-Уул (3131 м над уровнем моря). К югу от озера располагаются предгорья северного склона главного хребта Хангая — т. н. «Высокого Хангая», но в передлах парка максимальная высота достигает лишь 2800 м над уровнем моря (гора Уран-Мандал-Уул). В 3 километрах к востоку от озера находится невысокий (около 130 м над окружающей местность) конус вулкана Хорго-уул и вулканические лавовые поля, в которых имеются расщелины и пещеры. Ширина главного кратера вулкана Хорго-Уул около 330 м, глубина около 70 м.
К восточной границе территории парка извне примыкает посёлок — центр сомона Тариат, в котором и находится дирекция национального парка и со стороны которого имеется единственный въезд на территорию парка через деревянный мост через вытекающую из озера реку Суман. Въезд на территорию парка платный. На территории парка имеется несколько туристических баз, расположенных на северном берегу озера. В посёлке Тариат есть несколько гостиниц.